# Friedrich Wilhelm Opelt
Friedrich Wilhelm Opelt (Rochlitz, 9 de juny de 1794 - Dresden 22 de setembre de 1863) va ser un musicòleg, matemàtic i astrònom alemany. Va ostentar el títol de Geheimrat (el rang més alt del Consell d'Oficials de les corts imperials, reials o principesques del Sacre Imperi Romanogermànic).

## Vida
Friedrich Opelt era fill d'un teixidor especialitzat en teixits de cotó i va posseir un molí que accionava un teler. Després de completar amb èxit la seva educació a l'escola de la seva ciutat natal, Rochlitz, va aprendre l'ofici de comerciant de teixits com desitjava el seu pare. Durant aquest temps es va convertir en un autodidacta musical, acompanyant sovint a l'orgue el servei religiós a l'església local. Mitjançant altres estudis empresos pel seu compte, va aprendre francès i rus, a més de diverses altres llengües. Els seus èxits financers en les fires de comerç (Leipzig, Frankfurt) li van donar la idea d'expandir els seus negocis, projecte truncat per les Guerres Napoleòniques.

## Ocupació
Després de la campanya alemanya de 1813, Opelt va passar a ser emprat en el municipi de Dresden com a auditor d'impostos, i uns quants anys més tard va ser nomenat recaptador d'impostos a Radeberg. En 1824 es va convertir en recaptador d'impostos de Wurzen, i vuit anys més tard va ser nomenat també recaptador d'impostos de Plauen. La cimera de la seva carrera com a auditor es va produir en 1839, quan es va convertir en un alt oficial del consell del comtat a Dresden.
En 1847, Opelt va ser nomenat subdirector de la Companyia de Ferrocarril Saxònia-Baviera a Leipzig. A l'any següent, va passar a formar part del Consell Assessor Financer Privat de la Tresoreria Reial a Dresden. A la primavera de 1863, va dimitir de tots els seus càrrecs públics i es va retirar a la vida privada.
Opelt va morir a l'edat de 69 anys, el 22 de setembre de 1863 a Dresden.

## Assoliments científics
Paral·lelament al seu treball diari, Opelt es va dedicar principalment a les matemàtiques, l'astronomia i la música. Així, va calcular unes taules de pensions de jubilació per al Banc del Regne de Saxònia. Va traduir un llibre de text de Louis-Benjamin Francoeur i també va treballar amb el director de Saló Matemàtic de Dresden, Wilhelm Gotthelf Lohrmann. Va calcular les pujades i baixades de les longituds de les ombres de les muntanyes i cràters per al mapa de la Lluna de Lohrmann. El seu fill, Otto Moritz Opelt, va continuar amb aquest treball, de manera que Johann Friedrich Julius Schmidt va poder publicar el 1877 la Carta de la lluna en 25 seccions de Lohrmann.
Els seus estudis musicals van proporcionar un desenvolupament addicional de la sirena dissenyada per Charles Cagniard de la Tour.

## Treballs
Com a autor:
- Über die Natur der Musik. Plauen 1834.
- Allgemeine Theorie der Musik auf dem Rhythmus der Klangwellenpulse und durch neue Versinnlichungsmittel erläutert. Leipzig 1852.

Com a traductor:
- Louis-Benjamin Francoeur: Elementar-Lehrbuch der Mechanik. Arnold, Dresden 1825.

## Condecoracions
- Creu de Cavaller de l'Ordre Civil de Saxònia.
- Ordre de Sant Estanislau de 2a classe (Imperi Rus).[2]

## Eponímia
- El cràter lunar Opelt porta el seu nom i el del seu fill, Otto Moritz Opelt (1829-1912), també astrònom.[3]